# Friedrich Meyer-Schulthess
Friedrich Meyer-Schulthess (genannt Meyer-Orelli und Meyer-Schulthess) (* 30. August 1792 in Zürich; † 27. Juni 1870 ebenda) war ein Schweizer Offizier und Maler.

## Leben und Werk
Friedrich Meyer war der Sohn des Johann Jakob Meyer und der ältere Bruder von Ferdinand Meyer sowie der Onkel von Conrad Ferdinand Meyer. Er war zweimal verheiratet und wurde deshalb in Ausstellungskatalogen zunächst unter Meyer-Orelli und dann Meyer-Schulthess gelistet.
Meyer strebte zunächst den Beruf des Maschineningenieurs an, kam jedoch durch Eindrücke während seiner Reisen durch England und Schottland davon ab und wandte sich stattdessen mehr der Kunst zu. Zudem sanken mit dem Tod seines Vaters 1819 seine Chancen auf eine leitende Stellung in der Industrie. Stattdessen wurde er Offizier der französischen Schweizergarde, was ihn nach Paris führte. Dort setzte er seine künstlerischen Studien fort, zudem nahm er 1828 einen halbjährigen Italienurlaub. 1830 musste er aufgrund der Aufhebung der Schweizerregimenter zurück in die Schweiz, wo er im Generalstab Dienst leistete.
1833 gab Meyer die Militärkarriere auf und lebte bis 1840 als Künstler in Italien (Neapel, Rom, zwischenzeitlich Aufenthalte in Sizilien). Ab 1839 beschickte er Ausstellungen in der Schweiz, wohin er schliesslich zurückkehrte. 1870 starb er in Zürich.
Meyer schuf Landschaftsbilder und Porträts. Häufig handelt es sich um italienische Landschaften mit architektonischen Überresten aus der Zeit des Römischen Reichs sowie Figuren als Beiwerk. In seinen späteren Arbeiten nehmen Figuren biblischen Charakters in den südlichen Landschaften eine grössere Bedeutung ein.